# 鸭龙

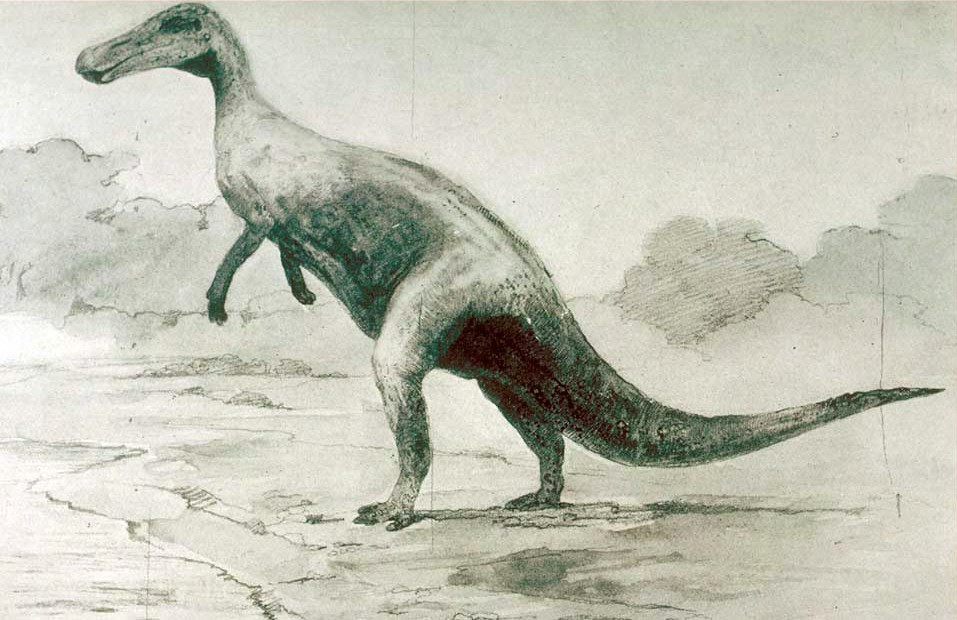
糙齒龍的舊插畫

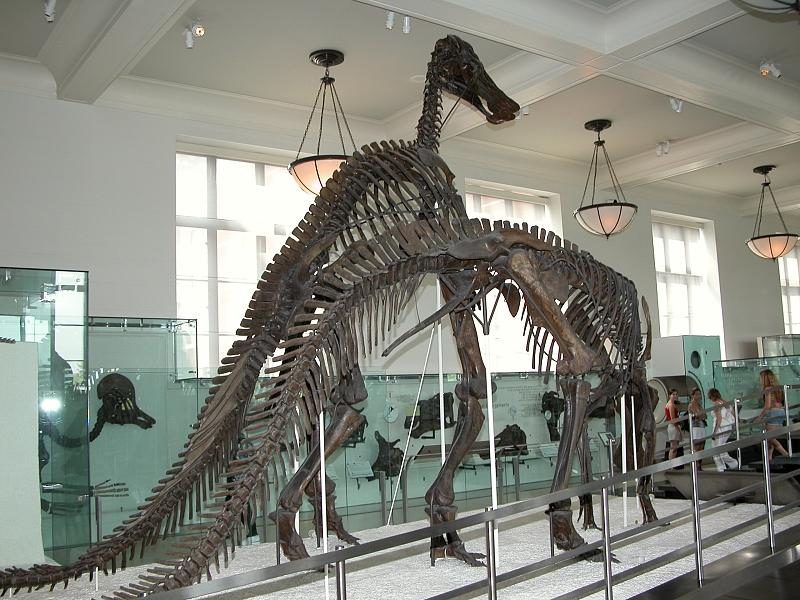
美國自然歷史博物館的科氏鴨龍

鴨龍（學名："Anatosaurus"）原是鴨嘴龍科恐龍的一個屬，由於其下的已知種都已經被分到埃德蒙頓龍與大鴨龍中，而被認為是埃德蒙頓龍的次異名，或是個無效名稱。
鴨龍是在1942年由理查·史旺·魯爾（ Richard Swann Lull）與尼爾達·萊特（Nelda Wright）命名，屬名是由拉丁文的「鴨」與希臘文的「蜥蜴」而來，由於牠有著像鴨嘴的嘴而被命名，所以其中文名也可稱鴨嘴龍或鴨形龍，但與另一屬的鴨嘴龍（Hardosaurus）有所分別。

## 分類
- "A. annectens"：模式種，原為破碎龍。現為埃德蒙頓龍的一種（E. annectens）。
- 科氏鴨龍（"A. copei"）：現為科氏大鴨龍（Anatotitan copei）。
- 埃德蒙頓鴨龍（"A. edmontonensis"）：現為埃德蒙頓龍的一種（E. annectens）。
- 長頭鴨龍（"A. longiceps"）：原為糙齒龍。現為長頭大鴨龍（Anatotitan longiceps），狀態為疑名。
- 薩斯喀徹溫鴨龍（"A. saskatchewanensis"）：原為強龍，現為薩斯喀徹溫埃德蒙頓龍（E. saskatchewanensis）。